# Tyrone Mears
Tyrone Mears, né le 18 février 1983 à Stockport (Angleterre), est un footballeur anglais et sierra-léonais qui évolue au poste de défenseur.

## Carrière en club

### Manchester City
Mears rejoint les rangs de Manchester City et signé un contrat d'essai en août 2001. Il passe dans l'effectif professionnel de Manchester City qui joue en FA Premier League en 2002, mais les occasions de jouer en équipe première sont limitées pour Mears qui est transféré au Preston North End, malgré une proposition de contrat de un an provenant du manager Kevin Keegan.

### Preston North End
Mears rejoint Preston en juin 2002 pour un montant de £200,000. Il signe un contrat de trois ans, comme doublure de Graham Alexander. Lors de la saison 2002-2003, il fait 24 apparitions toutes compétitions confondues. Preston finit la saison au milieu du classement du Football League Championship. Il ne fait que 14 apparitions dans la saison 2003-2004 et 5 en 2004-2005 à cause d'une fracture de fatigue qui l'a mis hors des terrains pendant 10 mois. Malgré sa longue blessure, il lui est offert un contrat de trois ans supplémentaires en mars 2005. Il fait 39 apparitions toutes compétitions confondues lors de la saison 2005-2006, jusqu'au demi-finale du championnat. Durant la saison, on lui donne le surnom de "Tye". En juin 2006, après avoir rejeté deux offres de Charlton, Preston accepta une offre pour Mears de West Ham United.

### West Ham United
Mears signe pour West Ham pour un montant initial d'un million de livres en juin 2006, augmenté jusqu'à 1.9 million selon le nombre d'apparitions et ses possibles sélections dans l'équipe internationale anglaise. Mais il ne joua que six fois pour West Ham.

### Derby County
Alors que l'on ne lui donne pas la chance de jouer en équipe première pour West Ham, il est autorisé à rejoindre Derby County pour un prêt de six mois en janvier 2007. L'entraîneur de Derby, Billy Davies, le fait plus jouer qu'à West Ham. Il fit ses débuts à la 84e minute lors d'une victoire 1-0 à Southampton le 3 février 2007. Il joua 17 fois en 6 mois et aide Derby a monté en FA Premier League après une victoire 1-0 face à West Bromwich Albion en mai 2007. Mears rejoint alors Derby définitivement pour 1 million de livres en juin 2007, signant un contrat de trois ans. Mears marqua son premier but pour Derby contre Leeds United dans une victoire 2-0 lors de la dernière journée de la saison 2006/07. Mears marqua son second but pour Derby en avril 2008 contre son ancien club West Ham, alors qu'il venait de faire son retour dans l'équipe à la suite d'une indisponibilité de trois mois causée par une nouvelle fracture de fatigue.
Le 29 août 2008 Mears a été l'objet de controverses en allant en France pour faire un essai avec Olympique de Marseille sans l'accord de l'entraîneur de Derby Paul Jewell. Jewell répondit que Mears ne jouerait plus jamais pour Derby après cela. Durant la période d'essai, les clubs ont trouvé un accord pour un prêt d'un an avec option d'achat. Le prêt coûtant 160,000 livres avec une option d'achat de 1,5 million de livres. Il a été prêté lors du dernier jour du mercato été 2008.

### Olympique de Marseille
Tyrone Mears arrive à Marseille comme doublure de Laurent Bonnart. Il est pour la première fois dans un club étranger à son pays natal : l'Angleterre. Confiant, il se dit content d'être dans "un grand club européen". C'est le quatrième anglais à évoluer en championnat de France depuis Chris Makin, Chris Waddle et Trevor Steven[réf. nécessaire].
Début 2009, il décide de jouer pour l'équipe nationale de Jamaïque grâce à ses origines.
Il connaît sa première titularisation à l'OM seulement le 19 février 2009, lors d'un seizième de finale aller de Coupe de l'UEFA face au club hollandais du FC Twente.
Lors des 8e de finale aller de l'UEFA face à l'Ajax, Laurent Bonnart se blesse aux adducteurs et donc forfait jusqu'à la fin de la saison.
Mears saisit cette occasion pour le suppléer, pour son premier match en Ligue 1, il joue le fameux Classico, contre le PSG.
En coupe d'Europe, lors du match retour à l'Amsterdam ArenA, il marque son premier but d'une tête rageuse sous le maillot olympien sur une passe décisive, également de la tête, de Mamadou Samassa le 18 mars 2009, qualifiant ainsi Marseille en quart de finale de la coupe de l'UEFA.
N'ayant pas joué jusqu’à la blessure de Laurent Bonnart, il est titularisé en l’absence de l’ancien Manceau. Il montre des aptitudes pour apporter le danger offensivement mais ses faiblesses défensives ont amené Eric Gerets à finalement privilégier d’autres options, notamment le recul au poste d’arrière droit de Charles Kaboré. De ce fait, l'option d'achat n'est pas levée à la fin de la saison 2008-2009.

### Bolton Wanderers
Le 29 juillet 2011, il est transféré pour trois saisons aux Bolton Wanderers. À l'issue de la saison 2013-2014 il est libéré par Bolton Wanderers.

### Sounders de Seattle
Sans club, Mears signe le 29 décembre 2014 avec la MLS et les Sounders de Seattle.

## Carrière en sélection
Le 11 février 2009, Mears fait sa 1re apparition sous le maillot jamaïcain contre le Nigéria au New Den Stadium à Londres. Après ce match, il est établi que son père n'était pas d'origine jamaïcaine, mais originaire de la Sierra Leone, Mears n'est donc pas qualifiable pour jouer sous le maillot jamaïcain, mais étant donné qu'il a déjà évolué dans un match international sous les couleurs jamaïcaines, il ne peut plus être qualifié auprès d'une autre équipe nationale.

## Statistiques
| Saison      | Club                   | Pays           | Championnat        | Coupes nationales | Coupes d’Europe       | Sélection Jamaïque |
| ----------- | ---------------------- | -------------- | ------------------ | ----------------- | --------------------- | ------------------ |
| 2001 - 2002 | Manchester City        | Championship   | 1 match            | -                 | -                     | -                  |
| 2002 - 2003 | Preston North End      | Championship   | 22 matchs / 1 but  | 2 matchs          | -                     | -                  |
| 2003 - 2004 | Preston North End      | Championship   | 12 matchs / 1 but  | 2 matchs          | -                     | -                  |
| 2004 - 2005 | Preston North End      | Championship   | 4 matchs           | 1 match           | -                     | -                  |
| 2005 - 2006 | Preston North End      | Championship   | 34 matchs / 2 buts | 5 matchs          | -                     | -                  |
| 2006 - 2007 | West Ham United        | Premier League | 5 matchs           | -                 | 1 match (C3)          | -                  |
| 2006 - 2007 | Derby County           | Championship   | 16 matchs / 1 but  | 1 match           | -                     | -                  |
| 2007 - 2008 | Derby County           | Premier League | 25 matchs / 1 but  | 1 match           | -                     | -                  |
| 2008 - 2009 | Derby County           | Championship   | 3 matchs           | 2 matchs          | -                     | -                  |
| 2008 - 2009 | Olympique de Marseille | Ligue 1        | 4 matchs           | -                 | 3 matchs / 1 but (C3) | 1 match            |
| 2009 - 2010 | Burnley FC             | Premier League | 38 matchs          | 1 match           | -                     | -                  |
| 2010 - 2011 | Burnley FC             | Championship   | 15 matchs          | 2 matchs          | -                     | -                  |

Dernière mise à jour le 17 novembre 2010

## Palmarès
Il est vice-champion de France en 2009 avec l'Olympique de Marseille.